# Jens Stage
Jens Dalsgaard Stage (* 8. listopadu 1996) je dánský profesionální fotbalista, který hraje za německý klub Werder Brémy a dánský národní tým.

## Klubová kariéra

### Aarhus
Dne 27. ledna 2016 bylo potvrzeno, že Stage podepsal smlouvu s klubem Aarhus GF. Dříve hrál za Brabrand IF. Před svým přestupem hrál zápasy také za rezervní tým Aarhusu. V roce 2015 také trénoval s FC Midtjylland.
Dne 8. května 2016 debutoval v Superligaen v zápase proti FC Midtjylland. Začal na lavičce a v 84. minutě nahradil Dina Mikanoviće. Smlouva se Stagem byla v prosinci 2016 prodloužena do roku 2019.

### Kodaň
Dne 1. července 2019 klub FC Kodaň oznámil, že podepsal se Stagem pětiletou smlouvu poté, co odmítl několik nabídek od zahraničních klubů.
Stage debutoval za Kodaň 14. července 2019 při venkovním vítězství 3:2 nad OB v Superligaen, kdy nastoupil jako náhradník v 69. minutě za Roberta Skova. Ve svém druhém zápase za klub byl také náhradníkem a v následujícím zápase venku proti Horsens si poprvé zahrál v základní sestavě.
Svůj debut ve skupinové fázi Evropské ligy UEFA si odbyl 19. září 2019 při výhře 1:0 nad Luganem.

### Werder Brémy
Dne 29. června 2022 nově postoupivší bundesligový klub Werder Brémy potvrdil, že podepsal se Stagem čtyřletou smlouvu.

## Reprezentační kariéra
Stage debutoval za dánský národní tým 15. listopadu 2021 v kvalifikaci na Mistrovství světa ve fotbale 2022 proti Skotsku.

## Statistiky

### Klubové
Platí k zápasu hranému 29. září 2024.
| Klub              | Sezóna            | Liga              | Liga   | Liga | Národní pohár | Národní pohár | Kontinentální | Kontinentální | Ostatní | Ostatní | Celkově | Celkově |
| Klub              | Sezóna            | Soutěž            | Zápasy | Góly | Zápasy        | Góly          | Zápasy        | Góly          | Zápasy  | Góly    | Zápasy  | Góly    |
| ----------------- | ----------------- | ----------------- | ------ | ---- | ------------- | ------------- | ------------- | ------------- | ------- | ------- | ------- | ------- |
| Aarhus            | 2015/16           | Superligaen       | 6      | 0    | 0             | 0             | —             | —             | —       | —       | 6       | 0       |
| Aarhus            | 2016/17           | Superligaen       | 16     | 1    | 4             | 0             | —             | —             | 4       | 0       | 24      | 1       |
| Aarhus            | 2017/18           | Superligaen       | 22     | 2    | 2             | 0             | —             | —             | 5       | 2       | 29      | 4       |
| Aarhus            | 2018/19           | Superligaen       | 30     | 6    | 2             | 0             | —             | —             | 4       | 0       | 36      | 6       |
| Aarhus            | Celkově           | Celkově           | 74     | 9    | 8             | 0             | —             | —             | 13      | 2       | 95      | 11      |
| Kodaň             | 2019/20           | Superligaen       | 31     | 5    | 2             | 0             | 15            | 1             | —       | —       | 48      | 6       |
| Kodaň             | 2020/21           | Superligaen       | 23     | 5    | 2             | 1             | 3             | 0             | —       | —       | 28      | 6       |
| Kodaň             | 2021/22           | Superligaen       | 22     | 5    | 1             | 0             | 12            | 4             | —       | —       | 35      | 9       |
| Kodaň             | Celkově           | Celkově           | 76     | 15   | 5             | 1             | 30            | 5             | —       | —       | 111     | 21      |
| Werder Brémy      | 2022/23           | Bundesliga        | 32     | 3    | 2             | 0             | 0             | 0             | —       | —       | 34      | 3       |
| Werder Brémy      | 2023/24           | Bundesliga        | 30     | 3    | 1             | 0             | 0             | 0             | —       | —       | 31      | 4       |
| Werder Brémy      | 2024/25           | Bundesliga        | 5      | 3    | 1             | 0             | —             | —             | —       | —       | 6       | 3       |
| Werder Brémy      | Celkově           | Celkově           | 67     | 9    | 4             | 0             | 0             | 0             | 0       | 0       | 71      | 10      |
| Celkově v kariéře | Celkově v kariéře | Celkově v kariéře | 217    | 33   | 17            | 1             | 30            | 5             | 13      | 2       | 277     | 42      |